# Літень (Клуж)
Літень, Літені (рум. Liteni) — село у повіті Клуж в Румунії. Входить до складу комуни Севедісла.
Село розташоване на відстані 318 км на північний захід від Бухареста, 20 км на південний захід від Клуж-Напоки.

## Населення
За даними перепису населення 2002 року у селі проживали 454 особи.
Національний склад населення села:
| Національність | Кількість осіб | Відсоток |
| -------------- | -------------- | -------- |
| угорці         | 438            | 96,5%    |
| румуни         | 16             | 3,5%     |

Рідною мовою назвали:
| Мова      | Кількість осіб | Відсоток |
| --------- | -------------- | -------- |
| угорська  | 437            | 96,3%    |
| румунська | 17             | 3,7%     |